# Cinortas
En la mitología griega, Cinortas, (en griego antiguo: Κυνόρτας) o más raramente Cinortes y Cinorto, fue un rey de Esparta. A pesar del célebre abolengo de su abuelo Lacedemón, Cinortas es tratado en la mitología apenas como un eslabón genealógico.

## Familia
Cinortas era hijo del rey Amiclas de Esparta y de la reina Diomede, por lo tanto es hermano de Jacinto. Se desconoce el nombre de su esposa.
Otros hermanos suyos, al menos por parte de padre, fueron el rey Árgalo, Polibea, Laodamia o Leanira y en otras versiones, incluso Dafne.
Apolodoro nos da dos versiones acerca de su hijo, que puede ser tanto Ébalo como Perieres. Sea como fuere su hijo le sucedió en el trono. Al menos en la poesía épica a Tindáreo, padre putativo de Helena, se lo imagina como hijo de Ébalo.

## Mitología
Después de la muerte de su hermano Árgalo, Cinortas heredó el reino y finalmente se convirtió en el rey de Esparta. Su tumba se mostraba cerca de Escías en Esparta.